# Pszczew

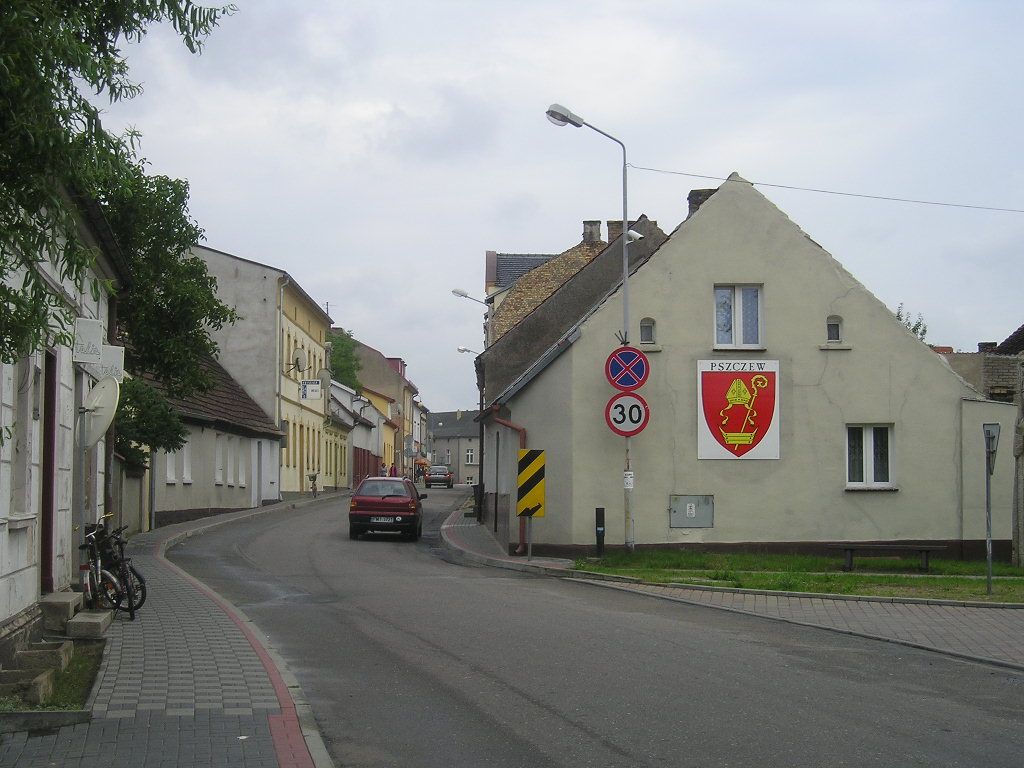
Jedna z uliczek Pszczewa

Pszczew (pol. hist. „Pczew” , niem. Betsche) – wieś o charakterze miejskim w Polsce, położona w województwie lubuskim, w powiecie międzyrzeckim, w gminie Pszczew. Siedziba gminy Pszczew. Dawniej miasto – lokacja w 1288 roku, zdegradowany w 1945 roku.

## Położenie
Pszczew leży w środkowej części woj.lubuskiego, 18 km na wschód od Międzyrzecza. Miejscowość leży pomiędzy jeziorami Kochle, Szarcz oraz wymarłym już jeziorem Mielno (obecnie na tym terenie znajdują się bagna). Istnieją tutaj dogodne połączenia drogowe z okolicznymi miastami jak Międzyrzecz, Międzychód, Skwierzyna, Gorzów Wielkopolski. Wieś jest centrum turystycznym Pszczewskiego Parku Krajobrazowego.

## Herb
W początkach XV wieku ks. biskup Andrzej z Bnina Opaliński, herbu Łodzia, nadał miastu herb. Herb ten ukazuje bardzo silne związki łączące ówczesne miasto z biskupami poznańskimi – na czerwonym tle umieszczone są bowiem oznaki godności biskupiej: mitra i pastorał. Oprócz nich, na herbie widnieje również łódź, która jest symbolem przeniesionym z herbu Łodzia. W okresie zaboru pruskiego pojawiły się próby nadania innego herbu, jednak ostatecznie w 1945 roku powrócono do pierwotnego herbu.

## Toponimia
Nazwa miejscowości notowana jest od średniowiecza. Po raz pierwszy wymienia w XIII wieku w dokumencie z 1256 jako „Pczewo”, 1276 „Pcew”, 1288 „Pczewo”, 1326 „Pczew”. W 1373 odnotowano odmiejscowy przymiotnik: Peczeuiensis, w 1405 „de Pczewa”, 1432 „Pseuiensis”, 1435 „Pczow”, 1463 „Pczewa”, 1469 „Peczw”, 1482 „Pezowensis”, 1498 „Pczeff” .
Nazwa miejscowości uległa germanizacji po rozbiorach Polski kiedy znalazła się w zaborze pruskim od łacińskich zapisów jak w 1327 „Bezow”, w 1376, 1377 „Beczoviensis, Beczouiensis”. Niemiecka nazwa Betsche wskazuje na dawniejsze polskie Pczew, które uległo przekształceniu podobnemu, jak pszczoła (daw. pczoła) .

## Historia

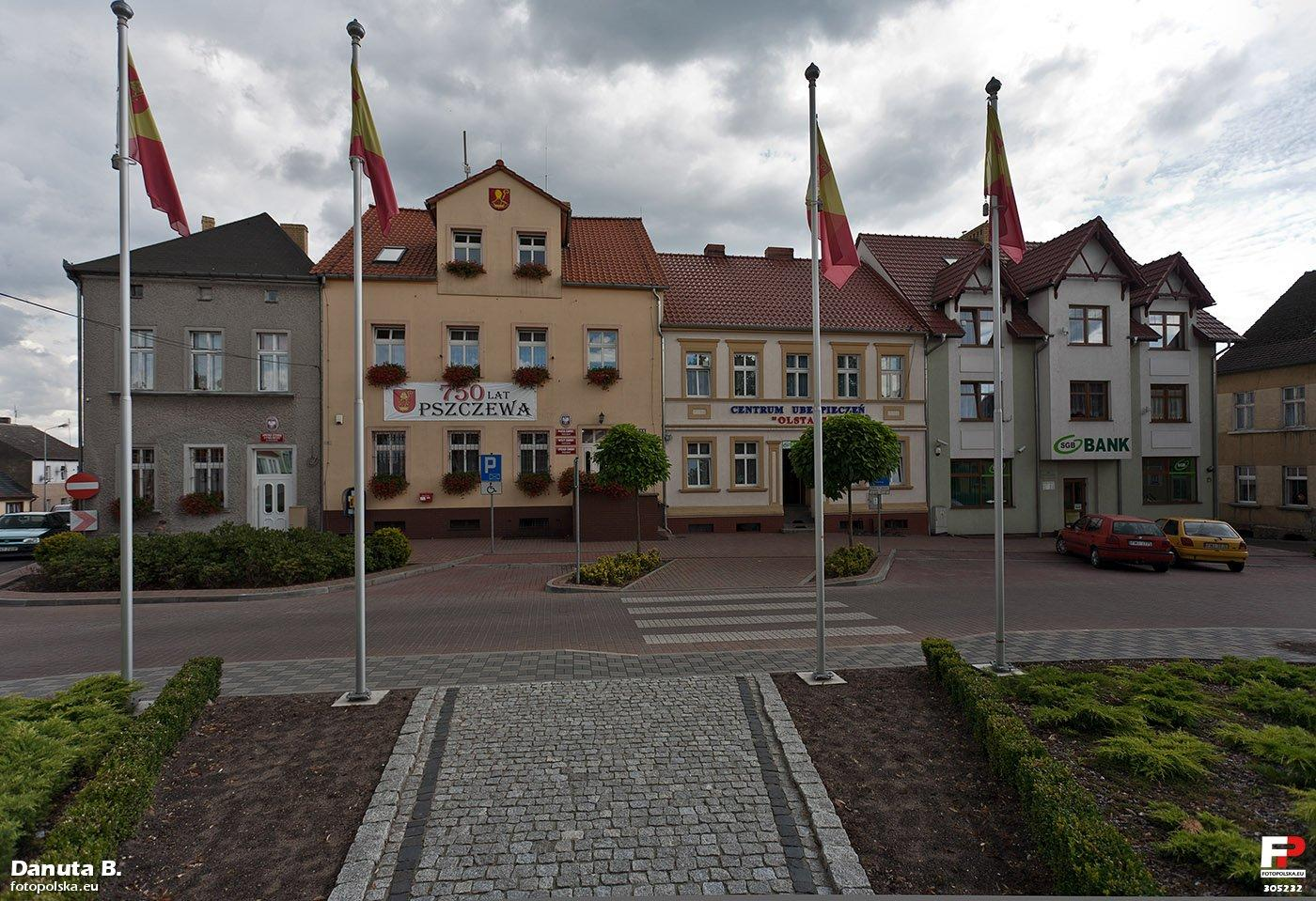
Rynek w Pszczewie

Miejscowość pierwotnie związana była z Wielkopolską. Ma metrykę średniowieczną i istnieje co najmniej od XIII wieku .
Tereny, na których znajduje się Pszczew były jednak zasiedlone wcześniej zanim odnotowano to w zachowanych zapisach archiwalnych. Już w IX wieku istniała tutaj osada po drugiej stronie jeziora na półwyspie Świętej Katarzyny. Na terenach znajdujących się w granicach wsi archeolodzy odkryli liczne znaleziska, w tym 3 grodziska. Najstarsze z nich to grodzisko owalne, położone na północny wschód od Pszczewa datowane na VII–X wiek. Drugie grodzisko położone było na południowym brzegu Jeziora Miejskiego, na Półwyspie Św. Katarzyny datowane na IX–XI/XII wiek. Na zniwelowanym grodzisku powstało później cmentarzysko szkieletowe, datowane na II połowę XIII – XIV wieku. Najmłodsze grodzisko stożkowate datowane jest na XIV–XV wiek i leży na zachodnim brzegu Jeziora Miejskiego, na północy od miasta, w pobliżu kościoła parafialnego. W miejscu zwanym Wieżową Górą, identyfikowanym ze średniowiecznym zamkiem biskupim, znaleziono liczne zabytki w tym m.in. gałkę miecza oraz fragmenty naczyń .
Pierwsza wzmianka o miejscowości pochodzi z roku 1256. Miasto Pszczew zostało lokowane pod koniec XIII wieku za zgodą księcia wielkopolskiego Przemysła II przez biskupa Jana Gerbicza. Przeprowadzenie lokacji biskup powierzył Janowi z Lubinowa. Dokument datowany na 17 stycznia 1288 mówi o tym, że biskup poznański Jan sprzedaje Janowi zwanemu Lubinowo swoje wsie Pszczew i Szarcz w celu lokowania na prawie niemieckim miasta Pczew. Wójt otrzymał 2 łany flamandzkie i przysługiwała mu wolnizna na założenie miasta. Od każdego łanu miał on po upływie ulg dostarczać biskupowi do jego dworu w Pczewie 3 ćwiertnie pszenicy, 3 ćwiertnie żyta i 3 ćwiertnie owsa. Nabywając wójtostwo otrzymał także prawo do zbudowania młyna, łaźni oraz prawo wolnego polowania na zające i bażanty. Wójt oraz mieszczanie mieli prawo wolnego połowu w jeziorze biskupim Pczew oraz w dwóch jeziorach zwanych Jezierce. Prawo do połowu w pozostałych jeziorach biskupstwo zarezerwowało dla siebie. Wójt miał także prawo do 1/3 dochodów sądowych, 1/2 dochodów z jatek mięsnych, 1/3 dochodów z chmielu. Umowa odnotowuje także 150 drzew jakie wójt otrzymał na budowę. 20 sierpnia 1407 biskup poznański Wojciech Jastrzębiec, transumował ten przywilej lokacyjny z 1288 ponieważ oryginał spłonął w pożarze Międzyrzecza. Biskup dokonał zamiany z wójtami, Jakuszem synem Błażeja z Kikowa oraz z Grzymkiem i Piotrem synami Mikołaja Cholewy. W zamian za miejsce na budowę młyna dał im miejsce zwane Mielna Łąka, na którym stał niegdyś młyn należący do biskupstwa gdzie mogli oni zbudować nowy młyn .
W 1413 miejscowość należała do powiatu poznańskiego Korony Królestwa Polskiego, a w 1404 stała się siedzibą własnej parafii pszczewskiej. W 1449 leżała w dekanacie pszczewskim, a ok. 1471 do dekanatu Międzyrzecz .
Miejscowość wspominały liczne historyczne dokumenty prawne, własnościowe i podatkowe. W 1463–1465 miasto Pczew płaciło w 11 ratach opłatę zwaną cyzą w wysokości: 3 wiardunków i dodatkowo jednego wiardunku, a także 16 groszy, 18 groszy, 14 groszy, kolejny wiardunek bez 12 denarów oraz 20 groszy. W 1469 miastu zasądzono na karę finansową w wysokości 14 grzywien za niezapłacenie wiardunków królewskich oraz niedopuszczenie do ich egzekucji. W 1499 Pszczew występuje w wykazie zaległości podatkowych. W 1508 odbył się pobór od 2 młynów. W 1509 Pszczew płacił 3 grzywny szosu. W 1498 miasto uległo pożarowi. W związku z tym administrator diecezji poznańskiej oraz kapituła poznańska zwolnili mieszczan pszczewskich na 8 lat ze wszelkich powinności podatkowych .
W 1508 biskup poznański Jan Lubrański na prośbę mieszczan pszczewskich wystawił nowy przywilej, potwierdzając w nim, że miasto posiada jezioro zwane Dobrowo, łaźnię miejską oraz pozwolenie na trzymanie stada owiec. Pszczew pobierał czynsz z ostrowa oraz ról położonych za nieistniejącym obecnie jeziorem Mielno, a także z ogrodów ciągnących się aż do ról wójtostwa. Mieszczanie pszczewscy mieli też prawo połowu ryb małymi sieciami we wszystkich jeziorach należących do klucza pszczewskiego, a także do polowania na zające. Mogli również z lasów brać za darmo drewno na opał, zaś do celów budowlanych – za zgodą zarządcy biskupiego. Pod koniec XVI wieku miasto duchowne Pczew była własnością biskupstwa poznańskiego i leżało w powiecie poznańskim województwa poznańskiego w Rzeczypospolitej Obojga Narodów . Należał do klucza pszczewskiego.
W 1631 roku miasto zostało zniszczone przez wojska szwedzkie. W wyniku I rozbioru Polski Pszczew przeszedł pod panowanie pruskie. Po rozbiorach okresowo miasto należało do Księstwa Warszawskiego (1807–1815) by ponownie wejść w granice Prus. W 1887 r. miejscowość uzyskała połączenie kolejowe z Międzyrzeczem i Międzychodem, we wsi był przystanek kolejowy Pszczew. W Pszczewie, pomimo jego położenia na silnie zgermanizowanych zachodnich rubieżach Wielkopolski, przeważała ludność polska – w 1890 r. wśród 1964 mieszkańców miasta było jedynie 19,5% protestantów. Działał tu również polski Bank Ludowy.
Traktat wersalski pozostawił jednak miejscowość w granicach Rzeszy Niemieckiej. W Pszczewie i okolicy działali znani członkowie Rodła: Feliks Pażdziorek, Ludwik Wittchen i Wojciech Poczekaj. Po II wojnie światowej Pszczew wrócił do Polski, a jego niemieccy mieszkańcy zostali wysiedleni. Jednocześnie miejscowość utraciła prawa miejskie – stało się to 31 sierpnia 1945. Obecnie władze samorządowe podejmują starania o ich odzyskanie. Obecna nazwa została administracyjnie zatwierdzona 12 listopada 1946.
W latach 1954–1955 wieś był siedzibą gromady Pszczew. W latach 1975–1998 wieś administracyjnie należała do województwa gorzowskiego.

## Zabytki
Do wojewódzkiego rejestru zabytków wpisane są:
- kościół parafialny pod wezwaniem św. Marii Magdaleny, ul. Sikorskiego 15, z lat: 1632–1654, 1780–1784, 1894–1897
- plebania, ul. Sikorskiego 15, z połowy z XVIII wieku, przebudowana w końcu XIX wieku
- zespół dworski, z XVIII–XIX wieku:
  - dwór
  - park z grodziskiem
- domy – ul. Poznańska 30, 107, z połowy XIX wieku
- dom – Rynek 55, z połowy XIX wieku
- domy – ul. Sikorskiego 2, 10, 19, 69, z połowy XIX wieku
- dom – ul. Zamkowa 23, z połowy XIX wieku

Inne zabytki:
- cmentarz żydowski

## Sport

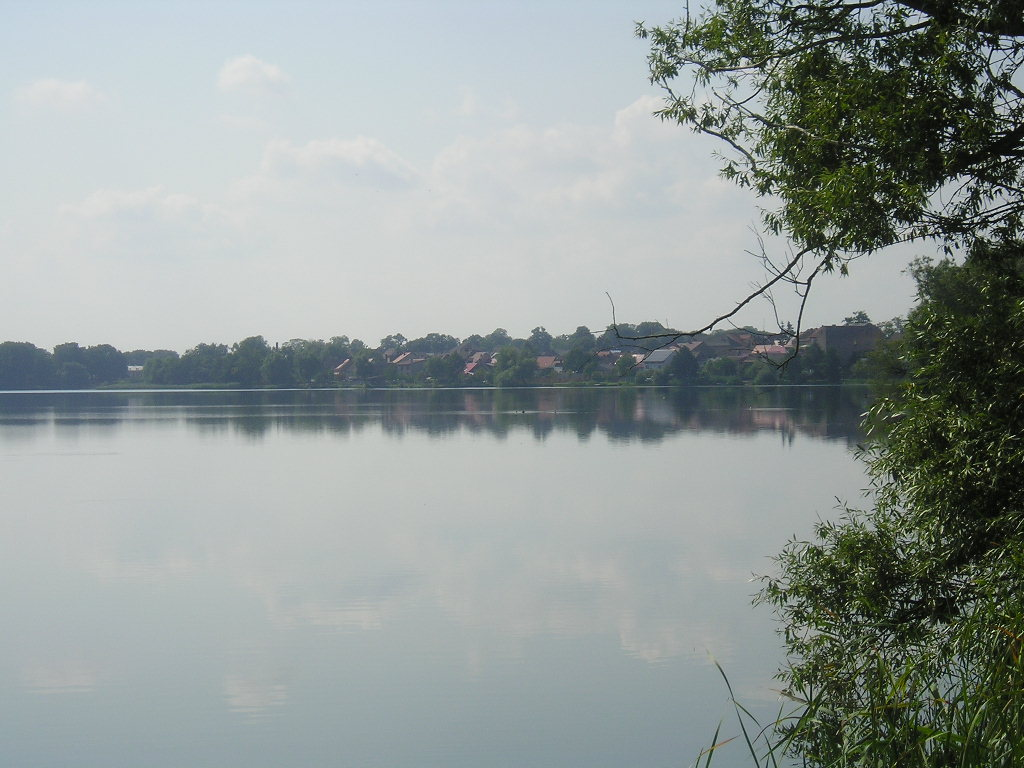
Jezioro Kochle w Pszczewie

Od 2007 roku w miejscowości funkcjonuje Gminny Klub Piłkarski (GKP) Pszczew powstały w wyniku połączenia się Błyskawicy Pszczew oraz Zielonych Zielomyśl. Klub w sezonie 2020/21 występuje w rozgrywkach gorzowskiej klasy okręgowej (szósty poziom rozgrywek).